# Rharous
Rharous è un comune rurale del Mali, capoluogo del circondario di Gourma-Rharous, nella regione di Timbuctù.